# 墨西哥城同性婚姻

北美同性結合關係法律的現狀
同性婚姻
只承認外國或外州的同性婚姻
承認其他形式的同性伴侶關係

墨西哥城同性婚姻於2009年12月21日通過同性婚姻法案及允許同性婚姻配偶領養孩子，墨西哥首都墨西哥城市議會以39票贊成、20票反對。2010年3月4日，同性婚姻法案正式生效，墨西哥城成為首個承認同性婚姻的拉美城市。